# St. Neots Rural
St. Neots Rural – były civil parish w Anglii, w Cambridgeshire, w dystrykcie Huntingdonshire. W 2001 civil parish liczyła 99 mieszkańców.